# Iso (Cilicia)

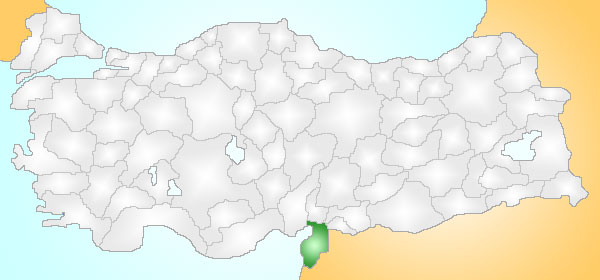
Iso se localiza en la estrecha franja que hay entre las montañas interiores y la costa de la actual provincia turca de Hatay.

Iso (en griego, Ἰσσός; en latín, Issus) es un antiguo asentamiento de Cilicia, próximo a la actual Alejandreta, situada en la planicie costera a ambos lados del río Pinarus, en la provincia turca de Hatay, cerca de la frontera con Siria. Es conocido por haber tenido lugar no menos de tres batallas decisivas de la Antigüedad o de la Edad Media, llamándose cada una de ellas en su época la Batalla de Iso:
1. La Batalla de Iso, en la que Alejandro Magno de Macedonia derrotó a Darío III de Persia. A esta batalla a veces se la conoce como la  'Primera Batalla de Iso',  pero es más conocida simplemente como la Batalla de Iso, debido al gran impacto que produjo en la historia política de la región la derrota del Imperio persa por parte de Alejandro.
2. Batalla de Iso (194), o 'Segunda Batalla de Iso' — que enfrentó a las fuerzas del emperador Septimio Severo y las de su rival, Pescenio Niger.
3. Batalla de Iso (622), o 'Tercera Batalla de Iso' — entre el Imperio bizantino y el Imperio sasánida, en la cual, se revirtió la situación de desventaja en la que se hallaba el Imperio Romano de Oriente, agotando inevitablemente a ambas potencias frente a otros enemigos nuevos, entre ellos, los Árabes Musulmanes